# Euscyrtus nigrifrons
Euscyrtus nigrifrons är en insektsart som beskrevs av Lucien Chopard 1945. Euscyrtus nigrifrons ingår i släktet Euscyrtus och familjen syrsor. Inga underarter finns listade i Catalogue of Life.